# Liste des monuments historiques de Riom
Ce tableau présente la liste de tous les monuments historiques classés ou inscrits dans la ville de Riom, Puy-de-Dôme, en France.

## Liste
| Monument                                                          | Adresse                                                                                | Coordonnées                      | Notice                                       | Protection     | Date      | Illustration                                                      |
| ----------------------------------------------------------------- | -------------------------------------------------------------------------------------- | -------------------------------- | -------------------------------------------- | -------------- | --------- | ----------------------------------------------------------------- |
| Abbaye Saint-Amable de Riom                                       | 24 rue Saint-Amable                                                                    | 45° 53′ 36″ nord, 3° 06′ 34″ est | « PA00092261 »                               | Inscrit        | 1925      | Abbaye Saint-Amable de Riom                                       |
| Baptistère Saint-Jean                                             | Place Saint-Jean                                                                       | 45° 53′ 37″ nord, 3° 06′ 43″ est | « PA00092262 »                               | Inscrit        | 1927      | Baptistère Saint-Jean                                             |
| Basilique Saint-Amable                                            | 18 Rue Saint-Amable                                                                    | 45° 53′ 38″ nord, 3° 06′ 43″ est | « PA00092269 »                               | Classé         | 1840      | Basilique Saint-Amable                                            |
| Beffroi Tour de l'Horloge                                         | 5 rue de l'Horloge                                                                     | 45° 53′ 39″ nord, 3° 06′ 49″ est | « PA00092263 »                               | Classé         | 1862      | BeffroiTour de l'Horloge                                          |
| Caserne Vercingétorix                                             | Avenue Virlogeux                                                                       | 45° 53′ 25″ nord, 3° 07′ 04″ est | « PA63000029 »                               | Inscrit        | 2000      | Caserne Vercingétorix                                             |
| Chapelle Saint-Don                                                | Allée des Roseaux                                                                      | 45° 54′ 15″ nord, 3° 05′ 57″ est | « PA00092264 »                               | Classé         | 1914      | Chapelle Saint-Don                                                |
| Château de Mirabel                                                |                                                                                        | 45° 52′ 28″ nord, 3° 06′ 37″ est | « PA00092265 »                               | Inscrit        | 1989      | Image manquante Téléverser                                        |
| Collège de l'Oratoire Collège Michel-de-L'Hospital                | Rue Marivaux                                                                           | 45° 53′ 33″ nord, 3° 07′ 00″ est | « PA00092266 »                               | Inscrit        | 1929      | Collège de l'OratoireCollège Michel-de-L'Hospital                 |
| Cour d'appel                                                      | 2 Boulevard Michel de l'Hospital                                                       | 45° 53′ 42″ nord, 3° 07′ 03″ est | « PA00092267 »                               | Inscrit        | 1979      | Cour d'appel                                                      |
| Église Notre-Dame-du-Marthuret                                    | Rue du Commerce                                                                        | 45° 53′ 31″ nord, 3° 06′ 48″ est | « PA00092268 »                               | Classé         | 1930      | Église Notre-Dame-du-Marthuret                                    |
| Escalier et fontaine de Chazerat                                  | Place Jean-Soanen                                                                      | 45° 53′ 45″ nord, 3° 06′ 52″ est | « PA00092270 »                               | Inscrit        | 1925 1987 | Escalier et fontaine de Chazerat                                  |
| Fontaine d'Adam et Ève                                            | Rue Sirmon                                                                             | 45° 53′ 35″ nord, 3° 06′ 37″ est | « PA00092271 »                               | Classé         | 1913      | Fontaine d'Adam et Ève                                            |
| Fontaine Ballainvilliers                                          | Place de la Fédération                                                                 | 45° 53′ 38″ nord, 3° 06′ 40″ est | « PA00092272 »                               | Inscrit        | 1927      | Fontaine Ballainvilliers                                          |
| Fontaine du Château d'eau                                         | Place de la Fédération                                                                 | 45° 53′ 38″ nord, 3° 06′ 35″ est | « PA00092490 »                               | Inscrit        | 1989      | Fontaine du Château d'eau                                         |
| Fontaine du Crapaud                                               | 12 Boulevard de la République                                                          | 45° 53′ 36″ nord, 3° 06′ 34″ est | « PA00092273 »                               | Inscrit        | 1988      | Fontaine du Crapaud                                               |
| Fontaine des Lions                                                | Rue de l'Horloge                                                                       | 45° 53′ 41″ nord, 3° 06′ 49″ est | « PA00092274 »                               | Inscrit        | 1971      | Fontaine des Lions                                                |
| Fontaine du Refuge                                                | Rue Jean-de-Berry                                                                      | 45° 53′ 41″ nord, 3° 07′ 00″ est | « PA00092275 »                               | Inscrit        | 1927      | Fontaine du Refuge                                                |
| Hôtel Arnoux de Maison-Rouge                                      | 7 rue de l'Horloge                                                                     | 45° 53′ 39″ nord, 3° 06′ 49″ est | « PA00092276 »                               | Classé         | 1985      | Hôtel Arnoux de Maison-Rouge                                      |
| Hôtel Louis de la Brosse                                          | 18 rue de l'Horloge                                                                    | 45° 53′ 40″ nord, 3° 06′ 48″ est | « PA00092313 »                               | Inscrit        | 1925      | Hôtel Louis de la Brosse                                          |
| Hôtel Chabre                                                      | 15 rue de l'Horloge                                                                    | 45° 53′ 40″ nord, 3° 06′ 49″ est | « PA00092277 »                               | Classé         | 1927      | Hôtel Chabre                                                      |
| Hôtel de Chabrol-Tournoëlle                                       | 5 rue Chabrol                                                                          | 45° 53′ 36″ nord, 3° 06′ 59″ est | « PA00092278 »                               | Inscrit        | 1972      | Hôtel de Chabrol-Tournoëlle                                       |
| Hôtel de Chamerlat                                                | 12 rue Gilbert-Romme                                                                   | 45° 53′ 36″ nord, 3° 06′ 55″ est | « PA00092279 »                               | Inscrit        | 1988      | Hôtel de Chamerlat                                                |
| Hôtel Desaix                                                      | 2 rue Chabrol                                                                          | 45° 53′ 37″ nord, 3° 07′ 00″ est | « PA00092280 »                               | Inscrit        | 1980      | Hôtel Desaix                                                      |
| Hôtel de Flaghac                                                  | 8 rue de la Caisse-d'Épargne                                                           | 45° 53′ 36″ nord, 3° 06′ 45″ est | « PA00092281 »                               | Inscrit        | 1927      | Hôtel de Flaghac                                                  |
| Hôtel Forget                                                      | 9 rue de la Caisse-d'Epargne                                                           | 45° 53′ 36″ nord, 3° 06′ 45″ est | « PA63000062 »                               | Inscrit Classé | 2003 2006 | Hôtel Forget                                                      |
| Hôtel Dufraisse Hôtel Desaix Musée Francisque Mandet              | 12, 14 rue de l'Hôtel-de-Ville                                                         | 45° 53′ 38″ nord, 3° 07′ 00″ est | « PA00092282 » « PA63000134 » « PA00092280 » | Classé Inscrit | 1963 2020 | Hôtel DufraisseHôtel DesaixMusée Francisque Mandet                |
| Hôtel de Giat                                                     | 14bis, 16, 18 rue Hippolyte-Gomot                                                      | 45° 53′ 35″ nord, 3° 06′ 44″ est | « PA00092283 »                               | Inscrit        | 1929      | Hôtel de Giat                                                     |
| Hôtel Grangier de Cordès                                          | 20 rue de l'Hôtel-de-Ville                                                             | 45° 53′ 37″ nord, 3° 05′ 46″ est | « PA00092528 »                               | Inscrit Classé | 1990 1996 | Hôtel Grangier de Cordès                                          |
| Hôtel Guymoneau                                                   | 12 rue de l'Horloge                                                                    | 45° 53′ 39″ nord, 3° 06′ 48″ est | « PA00092284 »                               | Inscrit        | 1925      | Hôtel Guymoneau                                                   |
| Hôtel de Lauzanne                                                 | 22 rue Marivaux                                                                        | 45° 53′ 34″ nord, 3° 06′ 54″ est | « PA00092285 »                               | Inscrit        | 1925      | Hôtel de Lauzanne                                                 |
| Hôtel Laval de Lacresne                                           | 29 rue de l'Hôtel-de-Ville                                                             | 45° 53′ 38″ nord, 3° 06′ 53″ est | « PA00092286 »                               | Inscrit        | 1925      | Hôtel Laval de Lacresne                                           |
| Hôtel Rollet d'Avaux                                              | 1 rue de l'Intendance-d'Auvergne                                                       | 45° 53′ 39″ nord, 3° 06′ 55″ est | « PA63000109 »                               | Inscrit        | 2012      | Hôtel Rollet d'Avaux                                              |
| Hôtel du Jouhannel de Jenzat également appelé Hôtel de Roquefeuil | 9 rue Soubrany                                                                         | 45° 53′ 40″ nord, 3° 06′ 52″ est | « PA00092287 »                               | Classé         | 1954      | Hôtel du Jouhannel de Jenzat également appelé Hôtel de Roquefeuil |
| Hôtel Soubrany                                                    | 41 rue de l'Hôtel-de-Ville                                                             | 45° 53′ 38″ nord, 3° 06′ 49″ est | « PA00092288 »                               | Inscrit Classé | 1925 1963 | Hôtel Soubrany                                                    |
| Hôtel Thuret                                                      | 3 boulevard de la République                                                           | 45° 53′ 40″ nord, 3° 06′ 33″ est | « PA00092289 »                               | Inscrit        | 1972      | Hôtel Thuret                                                      |
| Hôtel Valette de Rochevend                                        | 36 rue du Commerce                                                                     | 45° 53′ 33″ nord, 3° 06′ 48″ est | « PA00092302 »                               | Inscrit        | 1927      | Hôtel Valette de Rochevend                                        |
| Hôtel de ville Hôtel de Cériers                                   | Rue de l'Hôtel-de-Ville                                                                | 45° 53′ 38″ nord, 3° 06′ 54″ est | « PA00092290 »                               | Classé         | 1908      | Hôtel de villeHôtel de Cériers                                    |
| Immeuble                                                          | 43, 45 rue Hippolyte-Gomot                                                             | 45° 53′ 36″ nord, 3° 06′ 36″ est | « PA00092308 »                               | Inscrit        | 1973      | Immeuble                                                          |
| Logis de la Croix d'Or                                            | 29 rue Hippolyte-Gomot                                                                 | 45° 53′ 35″ nord, 3° 06′ 40″ est | « PA00092291 »                               | Inscrit        | 1927      | Logis de la Croix d'Or                                            |
| Maison                                                            | 6, rue de la Caisse-d'Épargne                                                          | 45° 53′ 38″ nord, 3° 06′ 45″ est | « PA00092294 »                               | Inscrit        | 1943      | Maison                                                            |
| Maison                                                            | Champ-d'Ojardias                                                                       | 45° 53′ 35″ nord, 3° 06′ 09″ est | « PA00092295 »                               | Inscrit        | 1929      | Image manquante Téléverser                                        |
| Maison                                                            | 5 rue du Commerce                                                                      | 45° 53′ 37″ nord, 3° 06′ 48″ est | « PA00092296 »                               | Inscrit        | 1927      | Maison                                                            |
| Maison                                                            | 8 bis rue du Commerce                                                                  | 45° 53′ 37″ nord, 3° 06′ 49″ est | « PA00092297 »                               | Inscrit        | 1925      | Image manquante Téléverser                                        |
| Maison                                                            | 10 rue du Commerce                                                                     | 45° 53′ 36″ nord, 3° 06′ 49″ est | « PA00092298 »                               | Inscrit        | 1927      | Maison                                                            |
| Maison                                                            | 12 rue du Commerce                                                                     | 45° 53′ 36″ nord, 3° 06′ 49″ est | « PA00092299 »                               | Inscrit        | 1988      | Maison                                                            |
| Maison                                                            | 16 rue du Commerce                                                                     | 45° 53′ 36″ nord, 3° 06′ 49″ est | « PA00092300 »                               | Inscrit        | 1925      | Maison                                                            |
| Maison                                                            | 20 rue du Commerce                                                                     | 45° 53′ 35″ nord, 3° 06′ 49″ est | « PA00092301 »                               | Inscrit        | 1925      | Maison                                                            |
| Maison                                                            | 47 rue du Commerce                                                                     | 45° 53′ 30″ nord, 3° 06′ 47″ est | « PA00092303 »                               | Inscrit        | 1925      | Maison                                                            |
| Maison                                                            | 4 rue Croisier                                                                         | 45° 53′ 37″ nord, 3° 06′ 52″ est | « PA00092304 »                               | Inscrit        | 1925      | Maison                                                            |
| Maison                                                            | 3 rue Daurat                                                                           | 45° 53′ 37″ nord, 3° 06′ 57″ est | « PA00092305 »                               | Inscrit        | 1964      | Maison                                                            |
| Maison                                                            | 19 rue Daurat 9 rue Marivaux                                                           | 45° 53′ 34″ nord, 3° 06′ 57″ est | « PA00092306 »                               | Inscrit        | 1929      | Maison                                                            |
| Maison                                                            | 34 rue Albert Evaux                                                                    | 45° 53′ 31″ nord, 3° 06′ 39″ est | « PA00092324 »                               | Inscrit        | 1929      | Maison                                                            |
| Maison                                                            | 48 rue Hippolyte-Gomot                                                                 | 45° 53′ 36″ nord, 3° 06′ 37″ est | « PA00092307 »                               | Inscrit        | 1929      | Maison                                                            |
| Maison                                                            | 20 rue de la Harpe                                                                     | 45° 53′ 33″ nord, 3° 06′ 37″ est | « PA00092310 »                               | Inscrit Abrogé | 1936 2017 | Maison                                                            |
| Maison                                                            | 4 rue de l'Horloge                                                                     | 45° 53′ 38″ nord, 3° 06′ 48″ est | « PA00092311 »                               | Inscrit        | 1925      | Maison                                                            |
| Maison                                                            | 17 rue de l'Horloge                                                                    | 45° 53′ 40″ nord, 3° 06′ 49″ est | « PA00092312 »                               | Inscrit        | 1942      | Maison                                                            |
| Maison                                                            | 19 rue de l'Horloge                                                                    | 45° 53′ 40″ nord, 3° 06′ 50″ est | « PA00092314 »                               | Inscrit        | 1925      | Maison                                                            |
| Maison                                                            | 27 rue de l'Horloge                                                                    | 45° 53′ 42″ nord, 3° 06′ 50″ est | « PA00092315 »                               | Inscrit        | 1927      | Maison                                                            |
| Maison                                                            | 35 rue de l'Hôtel-de-Ville                                                             | 45° 53′ 38″ nord, 3° 06′ 51″ est | « PA00092316 »                               | Inscrit        | 1929      | Maison                                                            |
| Maison                                                            | 5 rue du Marthuret                                                                     | 45° 53′ 30″ nord, 3° 06′ 51″ est | « PA00092317 »                               | Inscrit        | 1927      | Maison                                                            |
| Maison                                                            | 20, 22 rue du Marthuret                                                                | 45° 53′ 30″ nord, 3° 06′ 52″ est | « PA00092318 »                               | Inscrit        | 1929      | Maison                                                            |
| Maison                                                            | 5 rue Massillon                                                                        | 45° 53′ 36″ nord, 3° 06′ 41″ est | « PA00092319 »                               | Inscrit        | 1929      | Maison                                                            |
| Maison                                                            | 13 rue Saint-Amable                                                                    | 45° 53′ 38″ nord, 3° 06′ 45″ est | « PA00092320 »                               | Inscrit        | 1927      | Maison                                                            |
| Maison                                                            | 40 rue Saint-Amable                                                                    | 45° 53′ 38″ nord, 3° 06′ 35″ est | « PA00092321 »                               | Inscrit        | 1927      | Maison                                                            |
| Maison (deux portes gothiques)                                    | 1 rue Saint-Antoine Rue Hippolyte-Gomot                                                | 45° 53′ 34″ nord, 3° 06′ 41″ est | « PA00092322 »                               | Inscrit        | 1925      | Maison (deux portes gothiques)                                    |
| Maison                                                            | 1 rue Sirmon Rue Hippolyte-Gomot                                                       | 45° 53′ 36″ nord, 3° 06′ 37″ est | « PA00092323 »                               | Classé         | 1913      | Maison                                                            |
| Maison d'Antoine Pandier                                          | Rue de la Harpe Rue Saint-Antoine 13 place Félix-Pérol                                 | 45° 53′ 33″ nord, 3° 06′ 41″ est | « PA00092309 »                               | Classé         | 1918      | Maison d'Antoine Pandier                                          |
| Maison d’arrêt de Riom                                            | place Martyrs-de-la-Résistance ; boulevard Chancelier-de-l’Hospital ; boulevard Desaix | 45° 53′ 38″ nord, 3° 07′ 08″ est | « PA63000143 »                               | Inscrit        | 2024      | Image manquante Téléverser                                        |
| Maison des Consuls                                                | Rue de l'Hôtel-de-Ville                                                                | 45° 53′ 37″ nord, 3° 06′ 52″ est | « PA00092292 »                               | Classé         | 1862      | Maison des Consuls                                                |
| Maison Mazuer                                                     | 33 rue de l'Hôtel-de-Ville Rue Soubrany                                                | 45° 53′ 38″ nord, 3° 06′ 51″ est | « PA00092293 »                               | Inscrit        | 1925      | Maison Mazuer                                                     |
| Manufacture des tabacs                                            | Place Eugène-Rouher                                                                    | 45° 53′ 14″ nord, 3° 07′ 10″ est | « PA63000070 »                               | Inscrit        | 2004      | Image manquante Téléverser                                        |
| Monastère des Cordeliers Maison centrale de Riom                  | Rue de l'Hôtel-des-Monnaies Rue Soubrany Place Jean-Soanen                             | 45° 53′ 42″ nord, 3° 06′ 55″ est | « PA00092325 »                               | Inscrit        | 2020      | Monastère des CordeliersMaison centrale de Riom                   |
| Monument aux morts de Riom                                        | Square Virlogeux                                                                       | 45° 53′ 25″ nord, 3° 07′ 01″ est | « PA63000127 »                               | Inscrit        | 2019      | Image manquante Téléverser                                        |
| Musée des arts et traditions populaires                           | 10bis rue Delille                                                                      | 45° 53′ 42″ nord, 3° 06′ 58″ est | « PA00092326 »                               | Classé         | 1928      | Musée des arts et traditions populaires                           |
| Pavillon Dumesnil                                                 | 9 boulevard de la République                                                           | 45° 53′ 37″ nord, 3° 06′ 27″ est | « PA63000055 »                               | Inscrit        | 2002      | Image manquante Téléverser                                        |
| Sainte-Chapelle                                                   | Rue Saint-Louis                                                                        | 45° 53′ 42″ nord, 3° 07′ 03″ est | « PA00092267 »                               | Classé         | 1979      | Sainte-Chapelle                                                   |